# Łuk Melana

Eksperymentalny most Melana w Rock Rapids

Łuk Melana – forma kształtowania ustroju i sposób zbrojenia betonu wynaleziony przez austriackiego inżyniera, Josepha Melana w 1892.
Jest to sztywne zbrojenie w formie kratownic z żelaza profilowanego. Uzbrojenie łuków lub belek jest w tym przypadku dostatecznie sztywne, by mogło przenosić część ciężaru świeżego betonu, a także (wraz z pierwszym wieńcem sklepienia) wytworzyć ustrój zespolony, na tyle wytrzymały, aby przenieść ciężar świeżego betonu następnych wieńców.
Koncepcja powstała jako jedna z odpowiedzi na potrzebę wzmacniania stalowych mostów kolejowych w Szwajcarii, które ze względu na mający w początku XX wieku wzrost ciężaru taboru kolejowego i częściowe korodowanie starszych konstrukcji, wymagały wzmocnienia lub przebudowy. Praktyka pokazała, że przekształcenie konstrukcji stalowych w betonowe, było rozwiązaniem trafionym ze względów tak użytkowych, jak i ekonomicznych (oszczędności). Z czasem koncepcja Melana została wyparta przez inne rozwiązania, niemniej jednak nadal znajduje pewne zastosowanie w konstruowaniu belek o niezbyt dużych rozpiętościach.
Pierwszym, eksperymentalnym obiektem zbudowanym z wykorzystaniem łuku Melana jest most Melana z 1894, zlokalizowany w Rock Rapids w stanie Iowa (USA).